# Jarandersonia clemensiae
Jarandersonia clemensiae är en malvaväxtart som först beskrevs av Karl Ewald Maximilian Burret, och fick sitt nu gällande namn av André Joseph Guillaume Henri Kostermans. Jarandersonia clemensiae ingår i släktet Jarandersonia och familjen malvaväxter. Inga underarter finns listade i Catalogue of Life.